# Liste des épisodes de Red Eyes Sword: Akame ga Kill!
Cet article est un complément de l’article sur le manga Red Eyes Sword: Akame ga Kill!. Il contient la liste des épisodes de l'adaptation en anime diffusé à partir de juillet 2014.

## Liste des épisodes
| No                                                                                  | Titre français                           | Titre japonais               | Titre japonais            | Date de 1re diffusion |
| No                                                                                  | Titre français                           | Kanji                        | Rōmaji                    | Date de 1re diffusion |
| ----------------------------------------------------------------------------------- | ---------------------------------------- | ---------------------------- | ------------------------- | --------------------- |
| 01                                                                                  | Mort aux ténèbres                        | 闇を斬る                     | Yami o kiru               | 6 juillet 2014        |
| [Chapitre 1]                                                                        |                                          |                              |                           |                       |
| 02                                                                                  | Mort au pouvoir                          | 権力を斬る                   | Kenryoku o kiru           | 13 juillet 2014       |
| [Chapitres 2-3]                                                                     |                                          |                              |                           |                       |
| 03                                                                                  | Mort au ressentiment                     | 蟠（ワダカマリ）を斬る       | Wadakamari o kiru         | 20 juillet 2014       |
| [Chapitre 4]                                                                        |                                          |                              |                           |                       |
| 04                                                                                  | Mort à l'adepte d'arme impériale         | 帝具使いを斬る               | Teigu tsukai o kiru       | 27 juillet 2014       |
| [Chapitres 5-6]                                                                     |                                          |                              |                           |                       |
| 05                                                                                  | Mort aux chimères                        | 夢物語を斬る                 | Yumemonogatari o kiru     | 3 août 2014           |
| [Chapitre 7]                                                                        |                                          |                              |                           |                       |
| 06                                                                                  | Mort à la justice absolue                | 絶対正義を斬る               | Zettai Seigi o kiru       | 10 août 2014          |
| [Chapitres 8-9]                                                                     |                                          |                              |                           |                       |
| 07                                                                                  | Mort aux bourreausquetaires (1re partie) | 三匹を斬る - 前編 -          | Sanbiki o Kiru - Zenpen - | 17 août 2014          |
| [Chapitres 10-11-12-13]                                                             |                                          |                              |                           |                       |
| 08                                                                                  | Mort aux bourreausquetaires (2e partie)  | 三匹を斬る - 後編 -          | Sanbiki o Kiru - Kōhen -  | 24 août 2014          |
| [Chapitres 13-14]                                                                   |                                          |                              |                           |                       |
| 09                                                                                  | Mort aux fous de combat                  | 戦闘狂を斬る                 | Sentōkyō o Kiru           | 31 août 2014          |
| [Chapitres 15-16-17]                                                                |                                          |                              |                           |                       |
| 10                                                                                  | Mort à la tentation                      | 誘惑を斬る                   | Yūwaku o Kiru             | 7 septembre 2014      |
| [Chapitres 17-18-19]                                                                |                                          |                              |                           |                       |
| 11                                                                                  | Mort au savant fou                       | マッドサイエンティストを斬る | Maddo Saientisuto o Kiru  | 14 septembre 2014     |
| [Chapitres 20-21]                                                                   |                                          |                              |                           |                       |
| 12                                                                                  | Mort aux nouveaux                        | 新入りを斬る                 | Shiniri o Kiru            | 21 septembre 2014     |
| [Chapitres 22-23]                                                                   |                                          |                              |                           |                       |
| 13                                                                                  | Mort aux gêneurs                         | 邪魔者を斬る                 | Jamamono o Kiru           | 28 septembre 2014     |
| [Chapitres 24-25]                                                                   |                                          |                              |                           |                       |
| 14                                                                                  | Mort aux créatures géantes               | 巨大危険種を斬る             | Kyodai Kikenshu o Kiru    | 5 octobre 2014        |
| [Chapitres 26-27]                                                                   |                                          |                              |                           |                       |
| 15                                                                                  | Mort à l'ordre religieux                 | 教団を斬る                   | Kyōdan o Kiru             | 12 octobre 2014       |
| [Chapitres 28-29]                                                                   |                                          |                              |                           |                       |
| 16                                                                                  | Mort aux pantins                         | 人形を斬る                   | Ningyō o Kiru             | 19 octobre 2014       |
| [Chapitres 30-31-32]                                                                |                                          |                              |                           |                       |
| 17                                                                                  | Mort au sortilège                        | 呪縛を斬る                   | Jubaku o Kiru             | 26 octobre 2014       |
| [Chapitres 32-33]                                                                   |                                          |                              |                           |                       |
| 18                                                                                  | Mort aux démons                          | 鬼を斬る                     | Oni o Kiru                | 2 novembre 2014       |
| [Chapitres 33.5-34-35-36]                                                           |                                          |                              |                           |                       |
| 19                                                                                  | Mort à la fatalité                       | 因縁を斬る                   | Innen o Kiru              | 9 novembre 2014       |
| [Chapitres 36-37-38-40-42]                                                          |                                          |                              |                           |                       |
| 20                                                                                  | Mort à Shura                             | 修羅を斬る                   | Shura o Kiru              | 16 novembre 2014      |
| Note : à partir de cet épisode, l'anime ne suit pas complètement la trame du manga. |                                          |                              |                           |                       |
| 21                                                                                  | Mort au désespoir                        | 絶望を斬る                   | Zetsubō o Kiru            | 23 novembre 2014      |
| 22                                                                                  | Mort à la cadette                        | 妹を斬る                     | Imōto o Kiru              | 30 novembre 2014      |
| 23                                                                                  | Mort à l'empereur                        | 皇帝を斬る                   | Kōtei o Kiru              | 7 décembre 2014       |
| 24                                                                                  | Akame ga Kill!                           | アカメが斬る！               | Akame ga Kiru!            | 14 décembre 2014      |